# Кастелабате
Кастелаба̀те (на италиански: Castellabate; на неаполитански: Castiellabbate, Кащиелабате) е община в Южна Италия, провинция Салерно, регион Кампания. Разположена е на 162 m надморска височина. Населението на общината е 8359 души (към 2012 г.).
Административен център на общината е градче Санта Мариа ди Кастелабате (Santa Maria di Castellabate).